# Atracció sexual
L'atracció sexual és el fenomen que toca molts humans que a certs moments tenen un interès sexual quasi immediat en una altra persona. En relacions heterosexuals pot tenir, o no, un ànim reproductiu. L'origen, l'explicació, la recerca de remeis que augmentin l'atracció o que susciten l'atracció recíproca en l'ésser estimat, des de la nit dels temps van passionar l'home. El tema és la font de mites i llegendes, d'obres d'art, de pràctiques màgiques, d'herbes, d'afrodisíacs, feromones i remeis miraculosos així com de recerca científica.
Tots els sentits tenen un paper: l'aspecte visual del cos o dels vestits, el tó de la veu, el tacte (pell llis o pell pilosa) i molt subestimada, les olors. Se suposa que hi ha components instintius, genètics, psicològics (sentiments, emocions i pensaments), religiosos i culturals que influeixen l'atracció i la resposta de l'altre a qui se l'ha manifestada. L'atracció té una part instintiva i una part apresa, però és molt difícil distingir els dos components. Una barreja de bones impressions als sentits que corresponen als gusts i preferències, de vegades molt poc conscients de la persona per la qual l'humà està atret, pot fomentar l'atracció sexual.
L'atracció inicial sovint és un fenomen immediat, més tard intervenen factors més racionals com la similitud o la diversitat d'actituds, opinions i interessos. Sembla que cal un equilibri entre similitud i diversitat: massa similitud seria avorrit, massa diversitat font de conflictes. L'expressió de l'atracció sexual està sotmesa à una sèrie de normes que la regulen, que varien segons cada societat: «La sexualitat és una altra de les coses més clares i simples que la Humanitat s'ha complagut a enterbolir i complicar gratuïtament». L'atracció sexual pot variar al llarg de la vida de la persona. «Les persones s'enamoren de persones.»

## Teories

### La hipòtesi de Plató
Aquesta força des de la nit dels temps va intrigar l'humà que va cercar a explicar el seu origen. Una de les teories més antigues documentada es troba al diàleg El convit (380 aC) sobre l'amor de Plató. Per a explicar la força de l'atracció, Aristòfanes conta la història segons la qual a l'inici existien tres gèneres: dona, home i home-dona, aquest darrer reunia en ell els trets d'ambdós gèneres. Tots tres gèneres tenien quatre cames i altres tants braços, dues cares, tots els òrgans, comprés els òrgans sexuals en doble. Aquest éssers eren molt forts i van començar a rebel·lar-se contre els déus, el que no les agradava gens. Zeus finalment va trobar la solució i decidí de tallar-les en dues per tal d'afeblir-les. Apol·lo, com déu de la medicina, va haver de fer una mica de cirurgia plàstica. Des d'aquesta època, les homes i les dones somiarien de tornar a trobar la seva meitat. La llegenda explica les diferents preferències sexuals i la força de la parella que s'ha retrobat.

### Teories modernes
L'atracció es refereix al procés de generació d'actituds positives cap a una persona, afavorida perquè tal persona posseeix o mostra determinades característiques físiques i sexuals desitjables. És una atracció basada en l'interès que el seu aspecte físic genera en l'altra persona i en el desig sexual que sol ser natural durant l'enamorament i les primeres fases del procés amorós. Si bé la necessitat d'afiliació és la que ens porta a establir relacions interpersonals, el desig sexual és la que permet l'aparició de l'atracció sexual, base sobre la qual s'estableix tot el fenomen amorós. En un primer lloc, d'una necessitat indiscriminada que empeny l'humà a buscar parella sexual, que es transformen, posteriorment, en atracció sexual selectiva per a individus concrets.
Segons les teories psicobiològiques o evolucionistes, els aspectes desitjables pels homes heterosexuals se centrarien en bellesa física, erotisme, afectivitat i habilitats socials, mentre que les característiques preferides per les dones heterosexuals serien relacionades amb lideratge, competència laboral i estatus socioeconòmic i cultural. S'ha teoritzat que els homes cerquen la bellesa i la joventut i que les dones prioritzen seguretat econòmica i estabilitat emocional, però aquesta afirmació no és certa ni necessàriament universal. Un dels únics factors que van poder identificar-se que sembla universal és la simetria de la cara. El paper de les feromones que és molt fort al món dels insectes, encara queda molt incert en l'home, tot i que es va desenvolupar tot un mercat de productes dubtosos que augmentarien l'atracció.
Les teories evolucionistes expliquen l'atractivitat pel principi utilitarista de la supervivència del més apte, de la cerca de bons gens per a la continuació de l'espècie. No expliquen l'origen de l'atracció entre persones que no poden o no volen procrear ni l'absència d'atracció en persones asexuals. Per tant, aquestes teories són incompletes i queden hipotètiques.

## Conceptes parents

### Enamorament
L'atracció física i sexual per una persona genera unes expectatives sobre la possible ocurrència d'esdeveniments que produeixen plaer i gratificació. Quan s'uneixen l'excitació produïda pels desitjos sexuals i la produïda per les expectatives socials apreses i s'enfoquen cap a una mateixa persona, es parla d'enamorament. Aquest estat es pot veure potenciat si hi ha una reciprocitat d'atracció i una disponibilitat mútua. És la primera etapa de les relacions amoroses en la nostra cultura.

### Amor
A diferència de l'enamorament, que pot ser unilateral, l'amor apareix després d'una fase d'enamorament recíproc degut principalment al desenvolupament actiu d'un grau d'intimitat: suport emocional i material, complementarietat de necessitats, comprensió mútua, comunicació íntima i un progressiu compromís. S'entén com un estat que inclou cert grau d'atracció sexual recíproca.